# Camellia lutchuensis
Camellia lutchuensis är en tvåhjärtbladig växtart som beskrevs av Keisuke Ito och Matsum. Camellia lutchuensis ingår i släktet Camellia och familjen Theaceae. Utöver nominatformen finns också underarten C. l. minutiflora.

## Bildgalleri

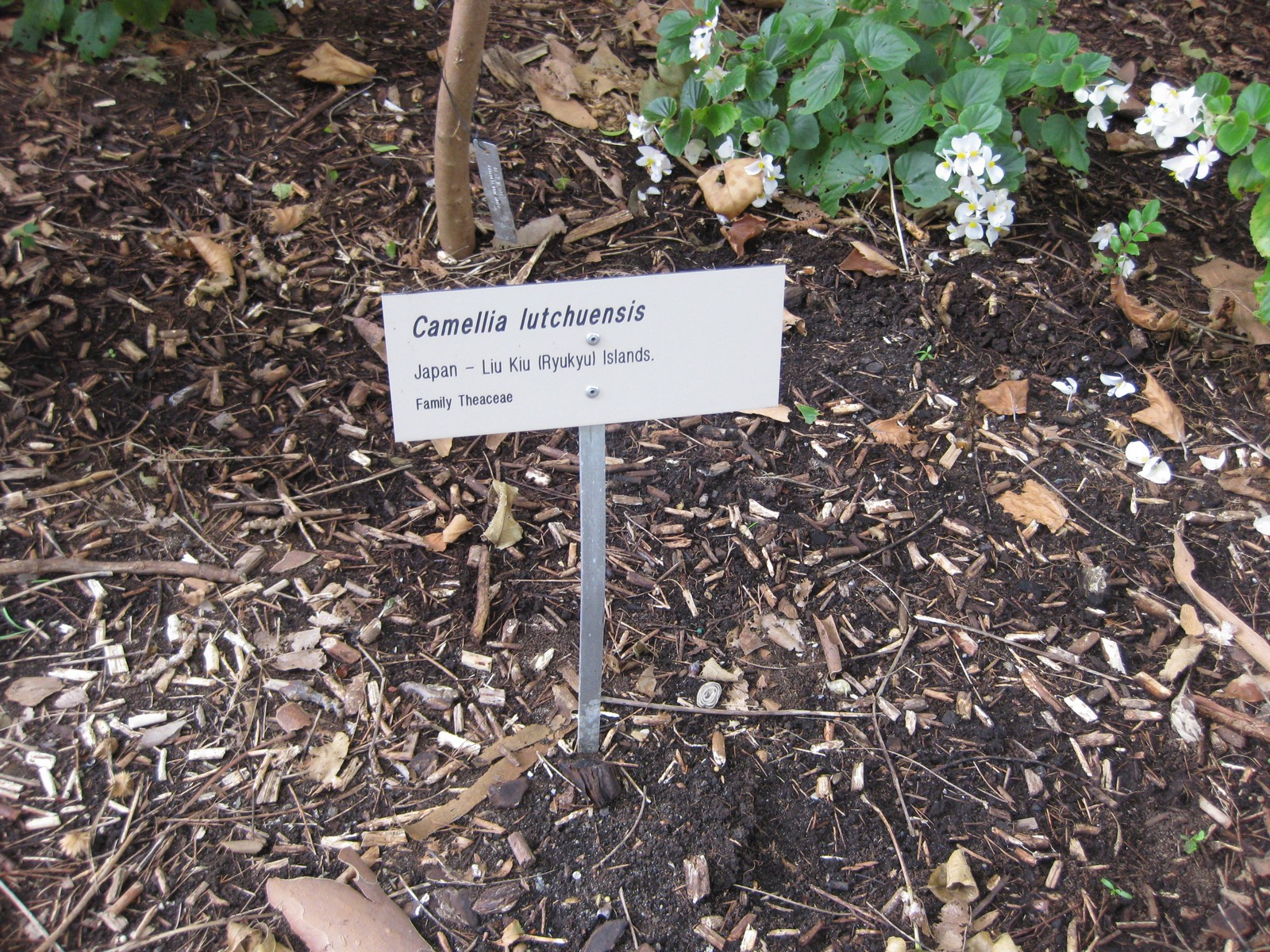
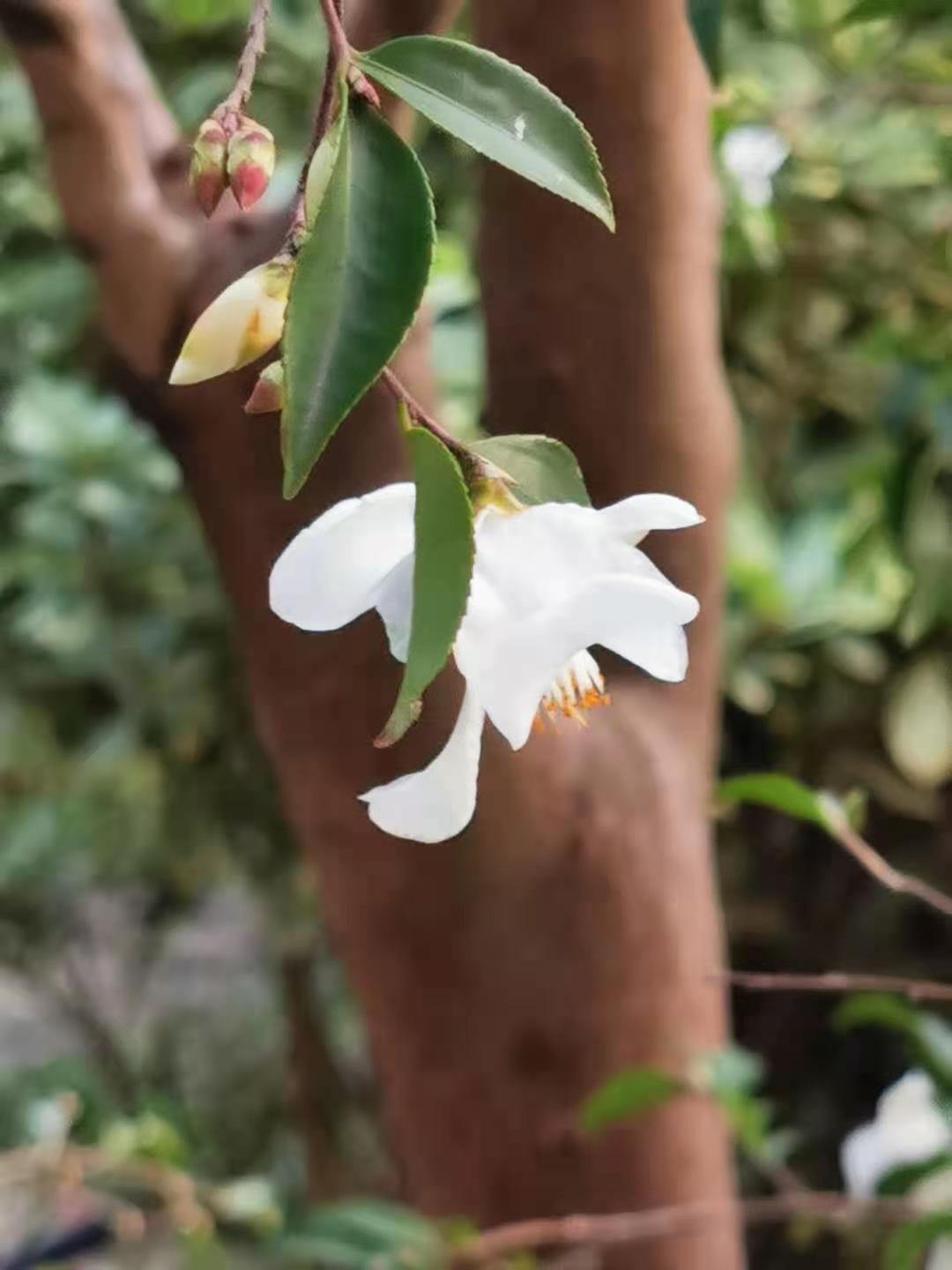
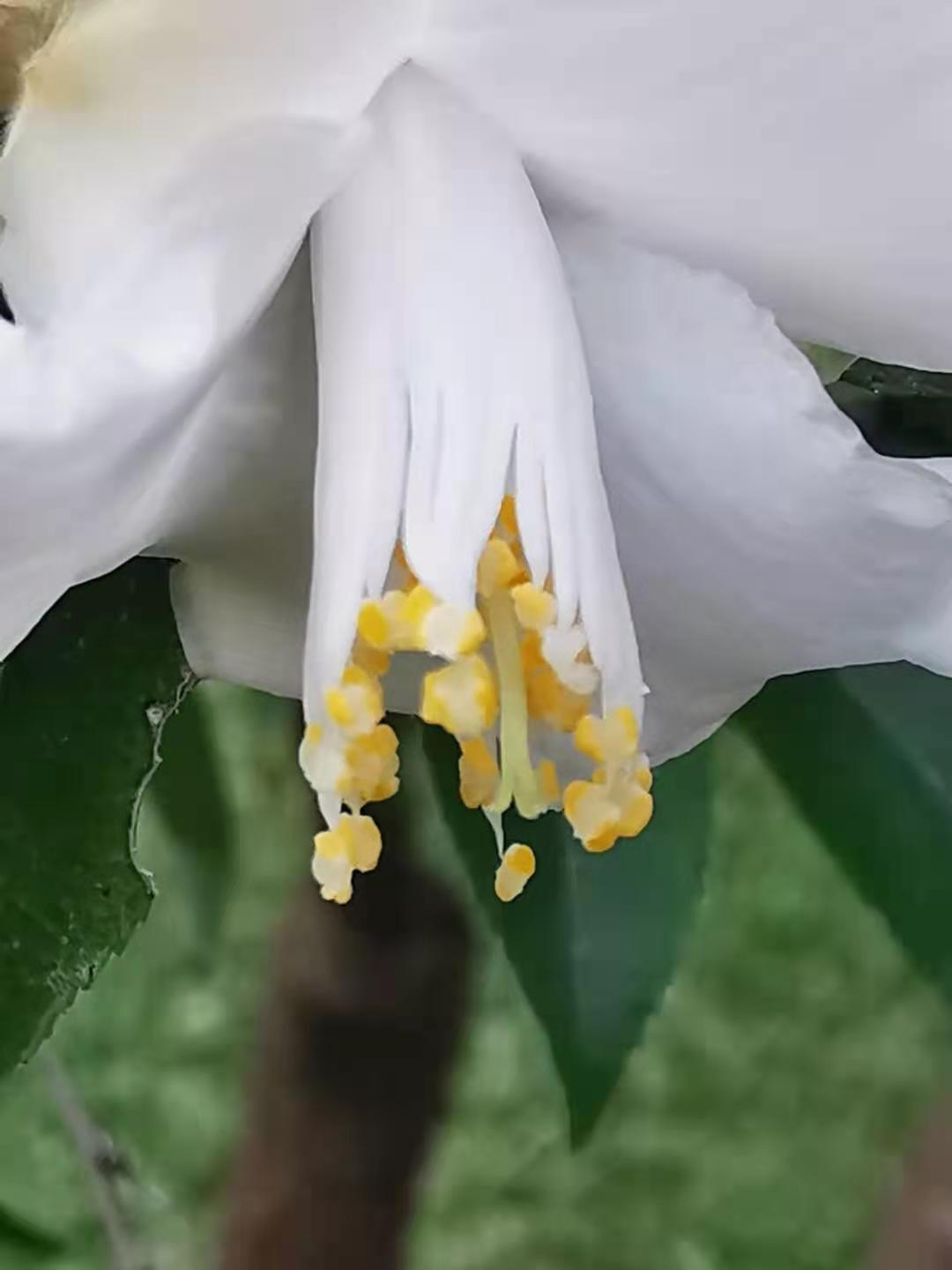